# 谢斌
谢言斌（1914年6月2日—2010年7月12日），原名谢言斌，男，江西吉安人，中国人民解放军将领，中国人民解放军开国少将。

## 生平
谢斌1914年6月出生于江西省吉安县城郊谢家村。1930年9月参加中国工农红军，1931年12月加入中国共产主义青年团，1932年10月转为中国共产党党员。
土地革命战争时期，谢斌先后担任红四军第二师五团战士、班长、排长，红一军团第二师特务连连长，红十五军团第七十三师师部作战科长，第七十三师二一七团参谋长、团长，红十五军团教导营营长，第七十三师参谋长等职，参加了中央革命根据地第一至五次反“围剿”斗争和二万五千里长征，参加了龙岗、东韶、层顶、胡田、五都、漳州、水口、广昌、古城、豫旺等战役战斗，先后两次负伤。
抗日战争时期，谢斌先后担任延安抗日军政大学一大队三队队长兼军事教员、四大队第三支队队长、第三分校大队长。1939年5月受上级委派，赴广东敌后珠江三角洲地区发动群众，组织抗日武装，开展游击战争。1945年1月广东人民抗日游击队珠江纵队成立，谢斌担任该纵队副司令员。先后参加了沙湾、西海、林头、唐家湾、乌头山等战役战斗，曾身负重伤。
解放战争时期，谢斌先后担任华东军政大学五大队大队长、华东野战军第三纵队第八师副师长、第九师副师长、师长，第三野战军第七兵团二十二军六十六师师长，先后参加了济宁、沙土集、洛阳、开封、睢杞、济南、淮海、渡江、进军浙江等重大战役战斗。在济南战役和淮海战役中分别荣立二等功和一等功。
新中国成立后，谢斌先后担任华东军区上海航空办事处主任兼政治委员、华东军区防空军司令部参谋长、华东军区空军副参谋长，空军第五军军长，福州军区空军副司令员兼参谋长、司令员，南京军区空军副司令员等职。
1955年谢斌被授予少将军衔。
曾荣获二级八一勋章、二级独立自由勋章、一级解放勋章和一级红星功勋荣誉章。
谢言斌于2010年7月12日因病在南京逝世，享年96岁。